# Bolkowo

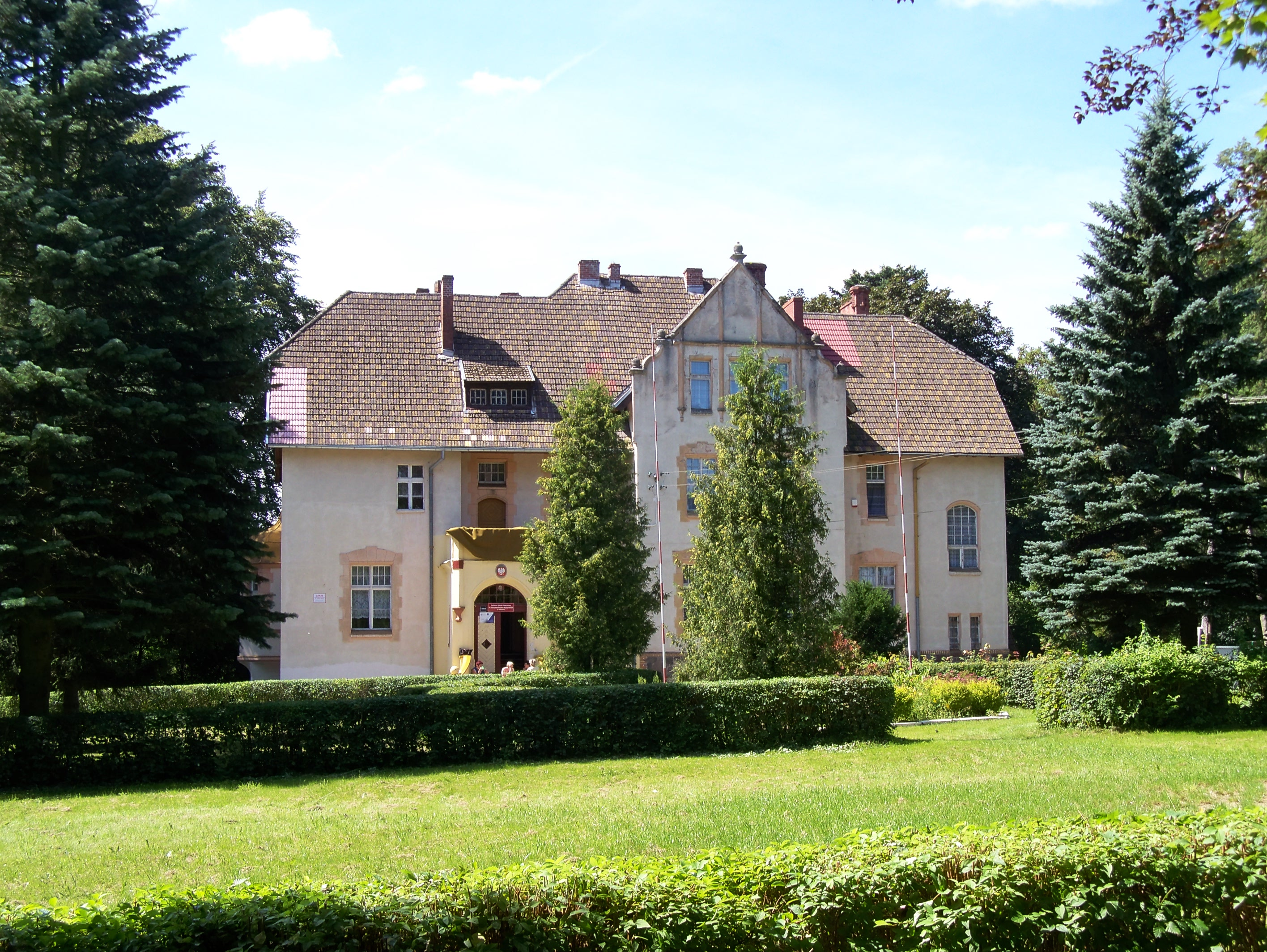
Ehemaliges Herrenhaus in Bolkowo

Bolkowo [bɔl'kɔvɔ] (deutsch Bolkow) ist ein Dorf in der polnischen Woiwodschaft Westpommern. Es liegt 19 Kilometer südlich von Białogard (Belgard) im Powiat Świdwiński und gehört zur Landgemeinde Połczyn Zdrój (Bad Polzin).

## Geographische Lage
Bolkowo liegt an der Bukowa (Buckow), einem kleinen Mühlenbach, der bei Tychówko (Woldisch Tychow) in die Parsęta (Persante) mündet. Der Ort ist durch seine Lage an der Woiwodschaftsstraße 163 zwischen Białogard und Połczyn Zdrój gut zu erreichen. Die nächste Bahnstation Połczyn Zdrój ist zwölf Kilometer entfernt.

## Geschichte
Das Dorf wurde 1308 erstmals urkundlich angeführt. Zunächst ein ausschließliches Lehen der Familie von Manteuffel, wurde im Jahre 1569 eine Familie von Wolde in einem Lehnbrief als Teileigentümer des pommerschen Dorfes Bolkow (auch: Belkow) genannt. Ende des 17. Jahrhunderts war die Familie von Woedtke, Gründer der bis heute erhaltenen Park- und Herrenhausanlage (erbaut in der 2. Hälfte des 19. Jahrhunderts), Teileigentümer von Bolkow. Bis zum 20. Jahrhundert gehörte das Dorf mit seinen Vorwerken Augusthof und Riegen (oder Rügen), bis 1928 auch Strutzmin (das dann zu Zwirnitz (Świerznica) kam), der Familie von Manteuffel. Später war es bis 1945 Eigentum derer von Woedtke. Es ist anzunehmen, dass sich im Ort zwei Gutshöfe befanden.
Im Jahr 1939 lebten 286 Einwohner in 70 Haushaltungen in Bolkow. Neben dem Gut waren noch 8 Kleinbauern ansässig.
Bis 1945 lag das Dorf Bolkow im Kreis Belgard und gehörte zum Amtsbezirk Ballenberg, zum Standesamtsbezirk Wutzow und zum Bereich des Amtsgerichts Bad Polzin. Letzter Amtsvorsteher war Georg Gebhardt, letzter Standesbeamter Albert Kühn.
Anfang März 1945 wurde Bolkow von Truppen der Roten Armee besetzt. Der Ort kam zu Polen, und die angestammte Bevölkerung wurde vertrieben. Heute ist das Dorf Bolkowo ein Ortsteil der Landgemeinde Połczyn Zdrój und liegt jetzt im Powiat Świdwiński.

## Kirche
Bolkow hatte keine eigene Kirche, sondern gehörte zum Kirchdorf Woldisch Tychow (heute: Tychówko). Damit war es dem Kirchenkreis Belgard der Kirchenprovinz Pommern in der evangelischen Kirche der Altpreußischen Union zugeordnet. Das Kirchenpatronat im Kirchspiel Woldisch Tychow teilten sich die Gutsbesitzer der eingepfarrten Orte. Für Bolkow nahm es zuletzt die Familie von Woedtke wahr, der letzte deutsche Pfarrer war Alfred Bidder.
Heute ist Bolkowo Teil der Parafia (Parochie) Koszalin (Köslin) Evangelische Kirche Augsburgischer (lutherischer) Konfession in Polen (Kościół Ewangelicko-Augsburski (Luterański) w Polsce).

## Ehemalige Gutsanlage
Das eingeschossige ehemalige Herrenhaus beherbergt heute eine Schule und wurde aus Risalit im Stil des frühen Funktionalismus errichtet. Zur Anlage gehören neben dem Herrschaftsgebäude auch ein naturalistischer Park (6,5 ha) und ein massiv errichtetes Wirtschaftsgebäude. In 1 km Entfernung Richtung Biała Góra sind Fragmente einer alten Wassermühle aus dem 17. Jahrhundert erhalten.

## Schule
In der zweiklassigen Volksschule von Bolkow unterrichteten zuletzt die Lehrer Fritz Hundt und Walter Naggatz.

## Persönlichkeiten – Söhne und Töchter des Ortes
- Carl von Woedtke (1824–1901), Gutsbesitzer und Reichstagsabgeordneter